# Calenberger Brücke (Schulenburg)

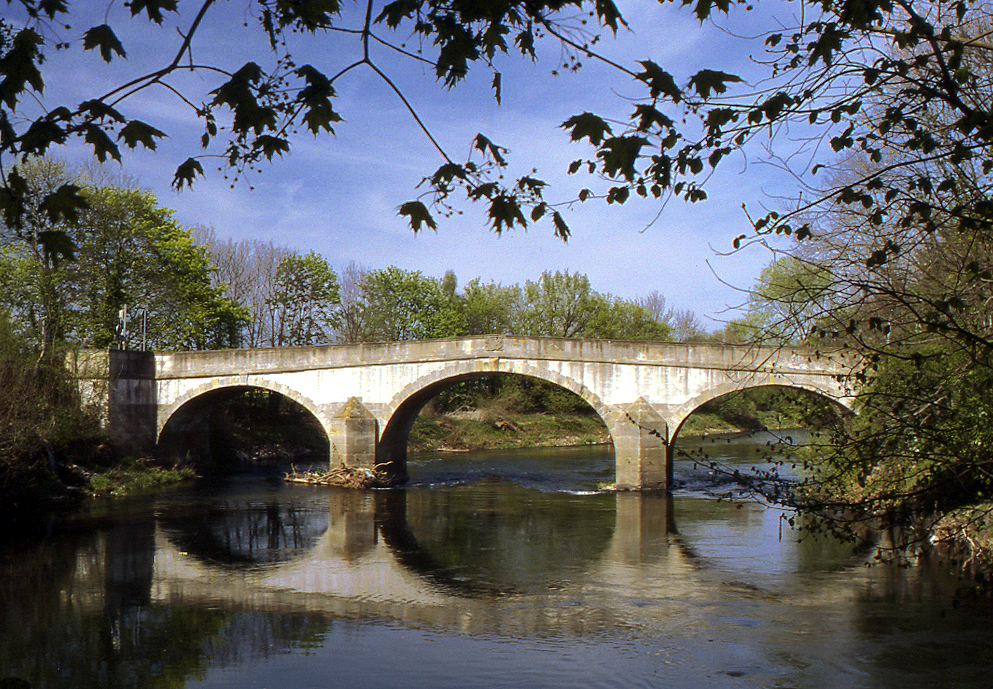
Die 1751 errichtete Calenberger Brücke über die Leine

Die Calenberger Brücke in Schulenburg, auch Leinebrücke Calenberger Straße genannt, ist eine denkmalgeschützte massive Brücke über die Leine. Als eine der seltenen Dreibogenbrücken entstand das Baudenkmal im Verlauf der heutigen Landesstraße 460 zur Zeit des Kurfürstentums Hannover in der Mitte des 18. Jahrhunderts und zeitgleich im Zuge der unter König Georg II. angelegten Landstraße von Gestorf über Schulenburg nach Rössing.

## Geschichte und Baubeschreibung

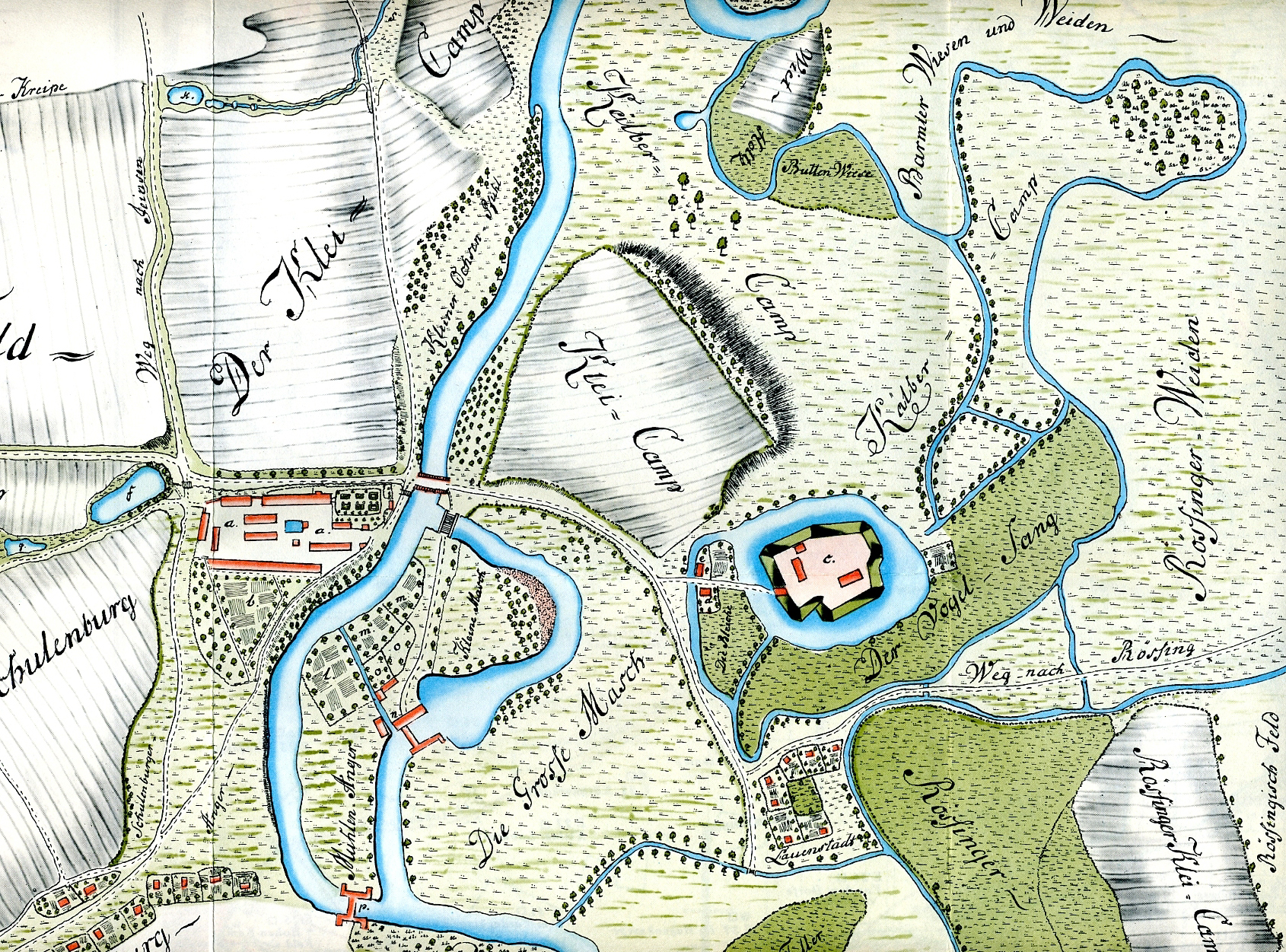
Die Brücke über die Leine als Verbindung der ehemaligen Feste Calenberg und dem Gutshof Neu Calenberg,1771

Während eine ältere Brücke – mutmaßlich nahe der Mühle vor der Feste Calenberg – erstmals zur Zeit des Mittelalters im Jahr 1363 urkundlich erwähnt wurde, war die Leinebrücken am heutigen Standort bereits zweimal eingestürzt. Eine alte Sage berichtet, dass dann beim Bau der Calenberger Brücke ein Menschenopfer „[...] den Brückenteufel gnädig stimmen“ sollte und deshalb „[...] ein lebendes Kind in den mittleren Pfeiler“ eingemauert wurde.
Tatsächlich entstand 1751 eine rund 42 Meter lange massive Brücke aus Sandstein-Quadern mit drei elliptischen Jochen zwischen zwei Strompfeilern.
In der Mitte der Calenberger Brücke wurde stromaufwärts ein Wappenstein von König Georg II. eingelassen mit den unter der Krone verschlungenen Initialen des Bau- und Landesherrn G R II (Georg Rex II), wenngleich sich dieser aufgrund der Personalunion zwischen Großbritannien und Hannover vornehmlich in London aufhielt und seine Stammlande von dort aus nur zwölf Mal besucht hat.
1990 wurde die Dreibogenbrücke renoviert und zur Erinnerung daran ein Inschriftenstein an dem Bauwerk gesetzt.
Ein Viertel Jahrtausend nach der Errichtung des Leineübergangs ließ die Unabhängige Wählergemeinschaft UWG Schulenburg-Calenberg e.V. eine steinerne Inschriftentafel vor der Brücke installieren mit der Aufschrift

„250 Jahre / Leine Brücke / 2001“

Die Calenberger Brücke war dereinst für den Verkehr mit Pferdekutschen geplant worden und ist so schmal, dass moderne Automobile heute die einzige Fahrspur nur jeweils einzeln und in der durch eine Ampelanlage geregelten Richtung abwechselnd queren dürfen. Dennoch erlitt das Baudenkmal insbesondere durch den Schwerlastverkehr zu Beginn des 21. Jahrhunderts bereits neue Schäden. So engagierte sich der Schulenburger Ortsbürgermeister Joachim Schneider jahrelang für den Einsatz insbesondere des Landes Niedersachsen zum Erhalt des historischen Leineübergangs: Zwar war die zulässige Fahrgeschwindigkeit auf 10 km/h beschränkt worden, an die sich dann laut Schneider jedoch keiner halten würde. Auch sei das zulässige Höchstgewicht zwar auf 18 Tonnen beschränkt worden, „[...] aber so mancher moderne Lastwagen oder auch landwirtschaftliche Fahrzeuge würden dieses Gewicht“ laut einem Interview im Jahr 2014 mit dem Ortsbürgermeister mutmaßlich überschreiten.

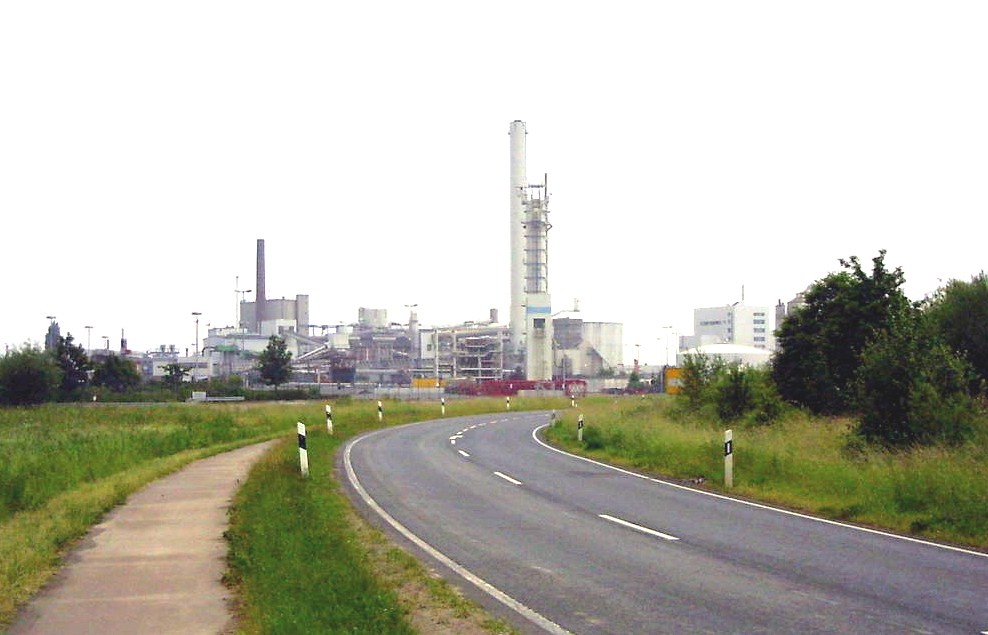
Die Fabrik Nordzucker in Nordstemmen

Tatsächlich dürfen während der Zuckerrüben-Kampagne die Landwirte mit Rübentransporten, die die Ernte zur Zuckerfabrik in Nordstemmen fahren wollen, 18 Tonnen Gesamtlast überschreiten, so dass sich die Fahrbahn nicht zuletzt auch „[...] durch die schweren Lastwagen immer wieder absenkt.“ Das Niedersächsische Ministerium für Wirtschaft, Arbeit und Verkehr, das die historische Dreibogenbrücke regelmäßig auf ihre Standfestigkeit überprüft, ermittelte während einer Verkehrszählung an der Brücke 4000 Autos pro Tag. Während eines Ortstermins Anfang August 2016 – wenige Wochen vor den Kommunalwahlen in Niedersachsen 2016 und auf Einladung von Silke Lesemann, Abgeordnete im Niedersächsischen Landtag – mit Thorsten Krüger und Günter Kentsch, beide ebenfalls Vertreter der (örtlichen) SPD, wurde zudem erneut festgestellt, dass sich an die „[...] Geschwindigkeitsbegrenzung wohl kein Auto- und kein Lastwagenfahrer hält“.
Zwar sprach sich Thorsten Krüger zur Sicherheit für Fußgänger und Radfahrer für eine Erhöhung des Geländers auf dem historischen Mauerwerk aus. Doch bisherige Ideen zum Schutz der Brücke selbst wie beispielsweise eine Sperrung für Lastwagen oder den Bau einer Umleitung durch das Landschaftsschutzgebiet zu einer neu zu bauenden Ersatzbrücke beschied Silke Lesemann im August 2016 als „[...] regional nicht darstellbar“.

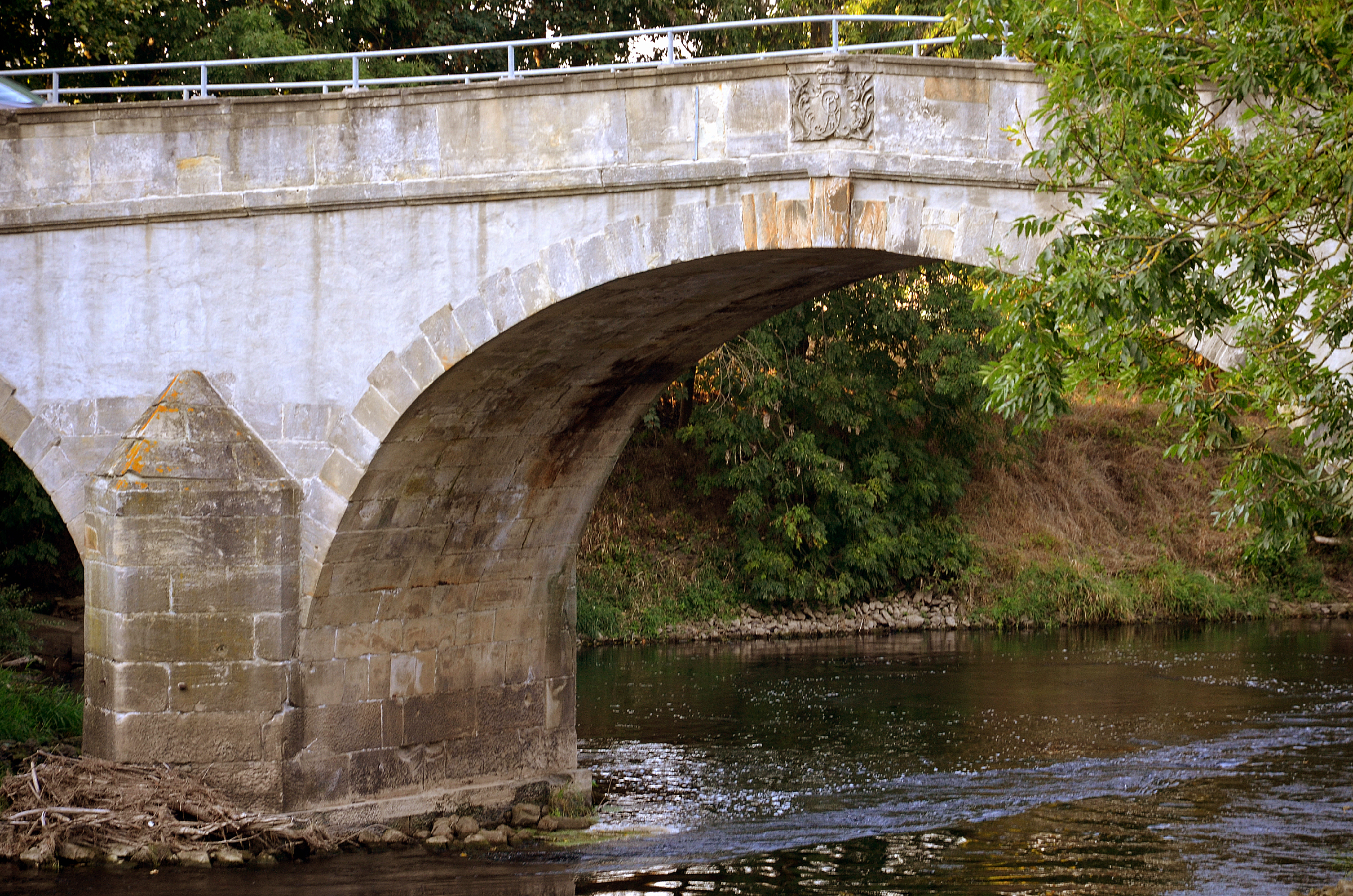
Über dem mittleren Joch wurde der Wappenstein von König Georg II. eingelassen
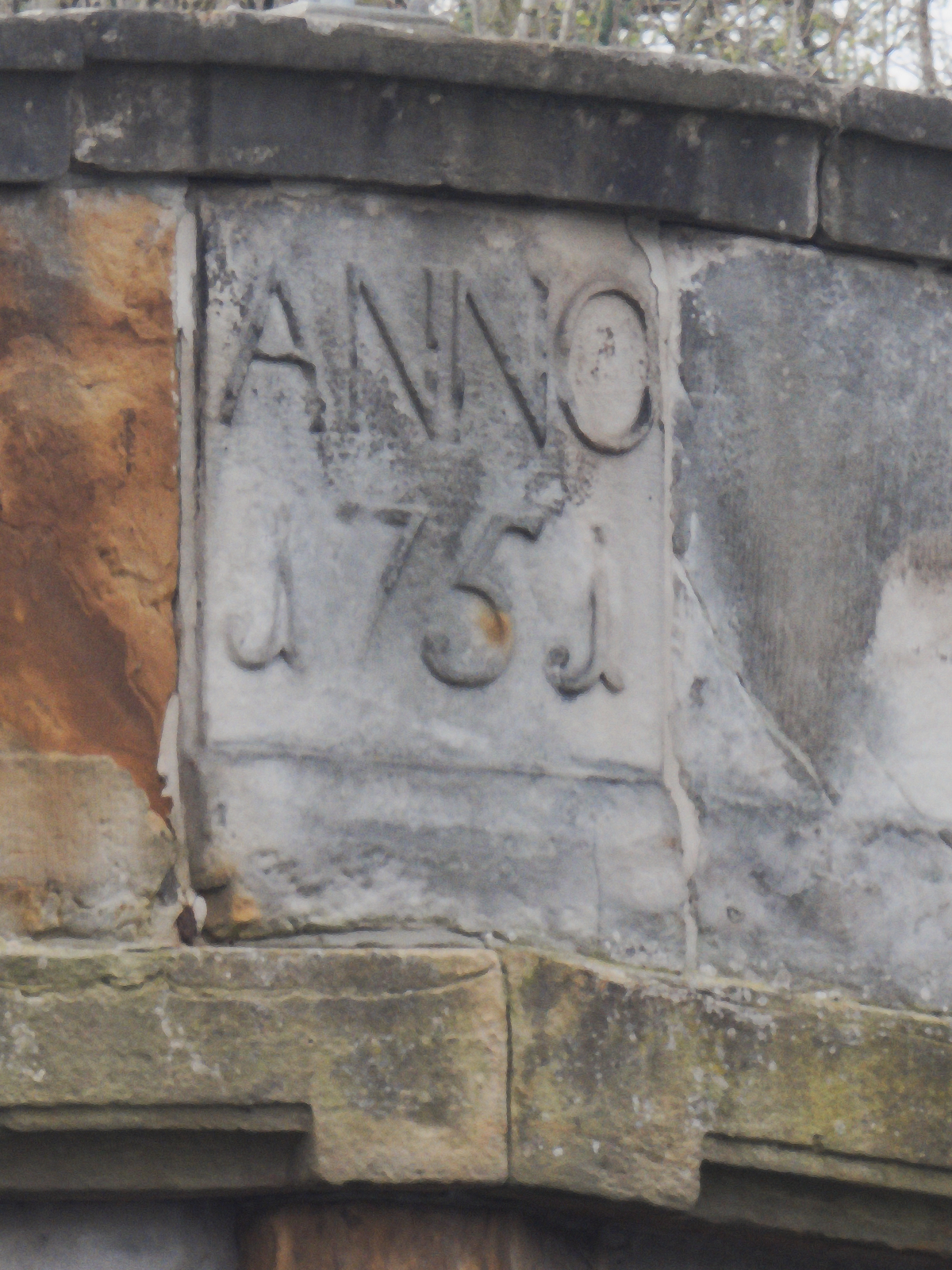
Inschrift am talseitigen Schlussstein
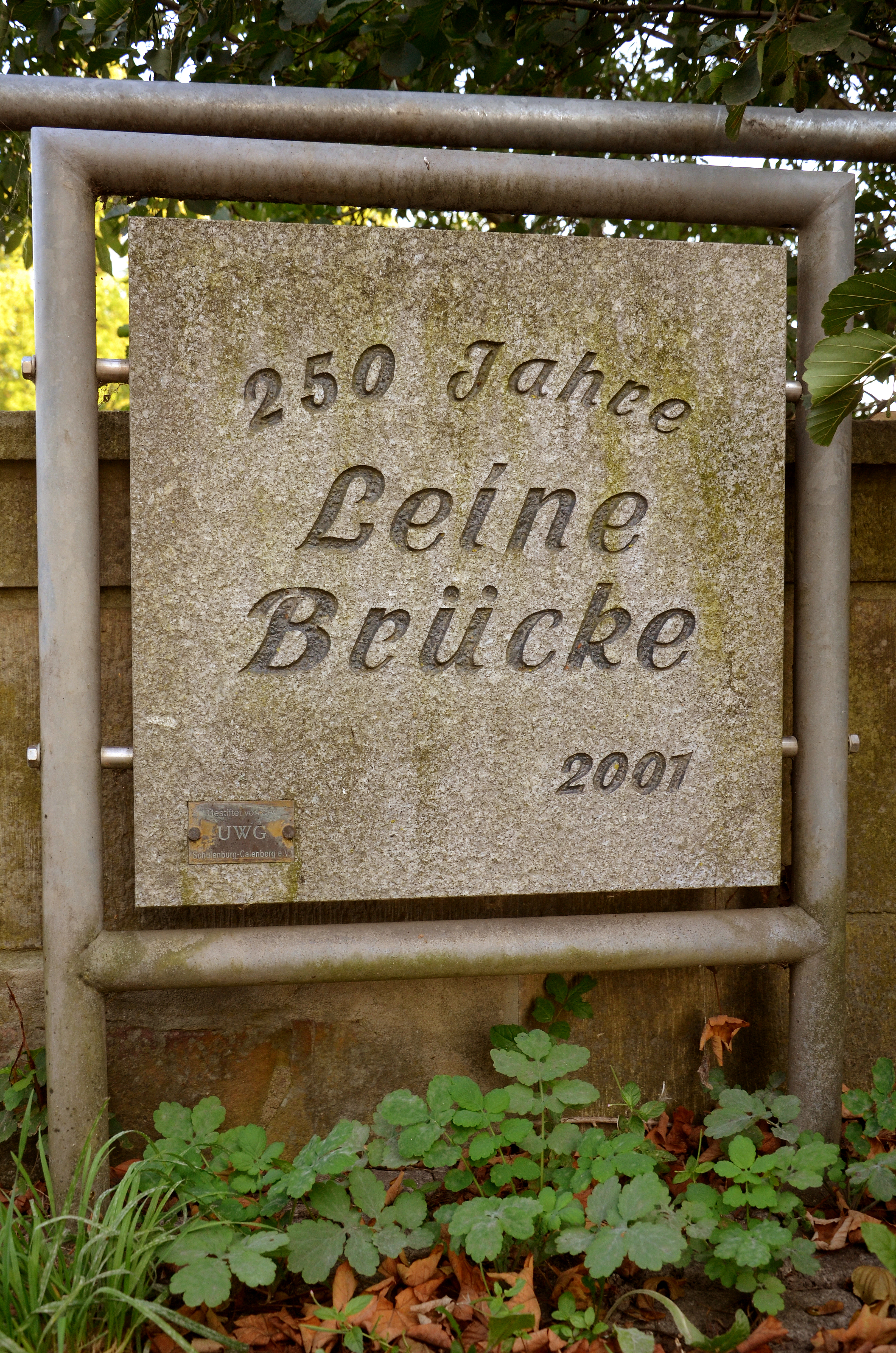
Im Jahr 2001 von der UWG Schulenburg-Calenberg installierte Denktafel „250 Jahre Leine Brücke“
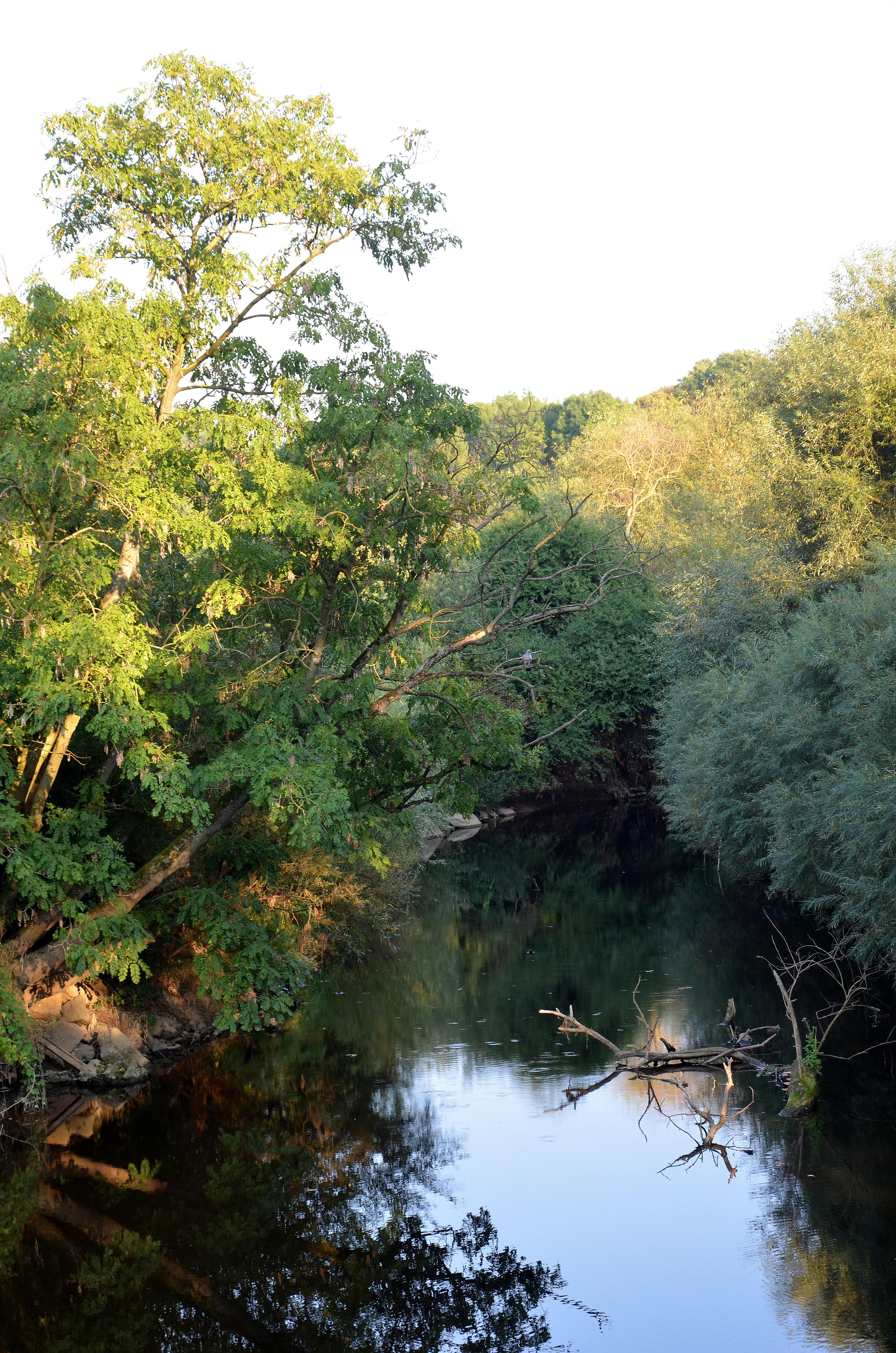
Blick von der Brücke in das Landschaftsschutzgebiet stromabwärts